# Николай X
Николоз X (Херхеулидзе) — Католикос-Патриарх Восточной Грузии в 1741—1744 годах.

## Биография
Из знатной семьи Херхеулидзе. После смерти Доментия, прежнего Католикос-Патриарха Восточной Грузии, Николоз Херхеулидзе был признан следующим Католикосом-Патриархом, учитывая пожелания Доментия.

## Смерть
По словам историка и царевича Вахушти, в 1744 году Николоз X был убит «непокорным мусульманином Тазисишвили».